# Soldat căzut din iubire

Soldat căzut din iubire este un album realizat de Eugen Cristea și George Arion, apărut la casa de discuri Eurascom. Albumul a fost lansat pe piață la data de 24 aprilie 2009, în format CD.

## Piese
1. Vino din nou
2. Lasă-mă singur
3. De ce n-am iubită
4. Soldat căzut din iubire
5. Până când
6. Iubita mea
7. Poate altădată
8. E aproape două
9. Lasă-mă singur (înregistrare din concert, cu trupa Atelier)
10. Poate altădată (negativ karaoke)

## Personal
- Muzică și voce: Eugen Cristea
- Versuri: George Arion (1, 2, 3, 4, 5, 6, 7, 9); adaptare de Eugen Cristea după Vladimir Maiakovski (8)
- Orchestrație: Liviu Prossi (1, 2, 3, 4, 5, 6, 7, 8, 10); trupa Atelier (9)